# Opus Diaboli
Opus Diaboli – album wideo szwedzkiego zespołu muzycznego Watain. Wydawnictwo ukazało się 7 maja 2012 roku na płycie DVD nakładem należącej do zespołu oficyny His Master's Noise. Do albumu zostały dołączone także dwie płyty CD na których znalazł się kompletny zapis występu Watain w Sztokholmie z okazji trzynastej rocznicy działalności. Materiał wideo został wyprodukowany i wyreżyserowany przez Johana Bäätha oraz sam zespół.

## Lista utworów
Opracowano na podstawie materiału źródłowego.
| DVD | DVD                | DVD     |
| Nr  | Tytuł utworu       | Długość |
| --- | ------------------ | ------- |
| 1.  | „Intro”            | 03:55   |
| 2.  | „Malfeitor”        | 10:26   |
| 3.  | „Devil's Blood”    | 10:08   |
| 4.  | „Reaping Death”    | 11:01   |
| 5.  | „Lawless Darkness” | 11:24   |
| 6.  | „Stellarvore”      | 10:07   |
| 7.  | „On Horns Impaled” | 07:23   |
| 8.  | „Waters of Ain”    | 13:45   |
| 9.  | „Outro”            | 05:16   |
|     |                    | 1:23:25 |

| CD 1 | CD 1                      | CD 1    |
| Nr   | Tytuł utworu              | Długość |
| ---- | ------------------------- | ------- |
| 1.   | „Intro”                   | 04:05   |
| 2.   | „Death's Cold Dark”       | 04:49   |
| 3.   | „Malfeitor”               | 06:26   |
| 4.   | „Storm of the Antichrist” | 06:48   |
| 5.   | „Four Thrones”            | 07:27   |
| 6.   | „Devil's Blood”           | 06:25   |
| 7.   | „Reaping Death”           | 06:31   |
| 8.   | „Lawless Darkness”        | 06:05   |
|      |                           | 48:36   |

| CD 2 | CD 2                           | CD 2    |
| Nr   | Tytuł utworu                   | Długość |
| ---- | ------------------------------ | ------- |
| 1.   | „Total Funeral”                | 06:17   |
| 2.   | „Stellarvore”                  | 06:46   |
| 3.   | „On Horns Impaled”             | 05:14   |
| 4.   | „A Fine Day to Die”            | 07:03   |
| 5.   | „Waters of Ain / Requiem XIII” | 19:36   |
|      |                                | 44:56   |

## Listy sprzedaży
| Lista                   | Kraj      | Pozycja |
| ----------------------- | --------- | ------- |
| Sverigetopplistan       | Szwecja   | 1       |
| Suomen virallinen lista | Finlandia | 4       |